# Нижняя одежда
Нижняя оде́жда, ни́жнее бельё, бельё нате́льное, арх. испо́днее — одежда, надеваемая непосредственно на тело человека и предназначенная для создания благоприятных гигиенических условий.

## История

### Древний мир и античность

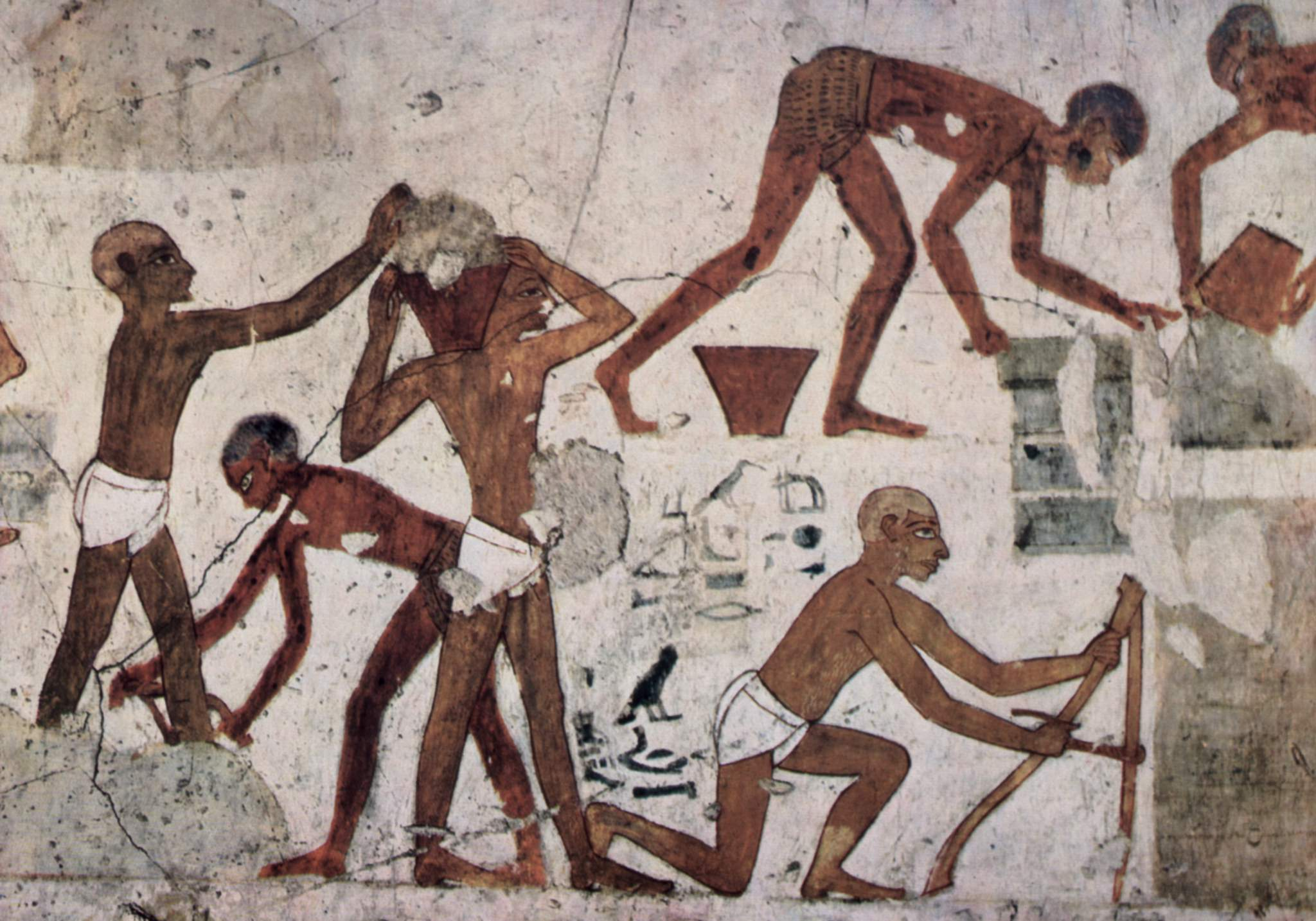
Египтяне в набедренных повязках

Нательное бельё в современном понимании не было известно в древнем мире. Предметом одежды, наиболее близким по форме и назначению к современному белью, являлась набедренная повязка, причём в тёплом климате это была основная и самостоятельная часть примитивного облачения древнего человека.
В Древнем Египте набедренная повязка — схенти — была главным, а часто единственным предметом одежды мужчин. Во времена Древнего царства она представляла собой полосу ткани, которую обёртывали вокруг бёдер и крепили на талии поясом. Низшие классы (солдаты, рабочие, ремесленники и пр.) носили повязку в виде пояса с пропущенным спереди куском грубой небелёной ткани. Существовали и набедренные повязки, внешне напоминающие современное бельё: в то время, как широкая часть полотна прикрывала ягодицы и перевязывалась концами на талии, более узкую часть пропускали между ног и завязывали аналогичным образом. Кожаную набедренную повязку подобного типа, которая, вероятно, пришла в Египет из Нубии, часто надевали поверх повязки из ткани. Женщины закрывали бёдра узким поясом, к которому крепилась пропущенная между ног ткань — подобным образом одеты танцовщицы и рабыни на египетских фресках.

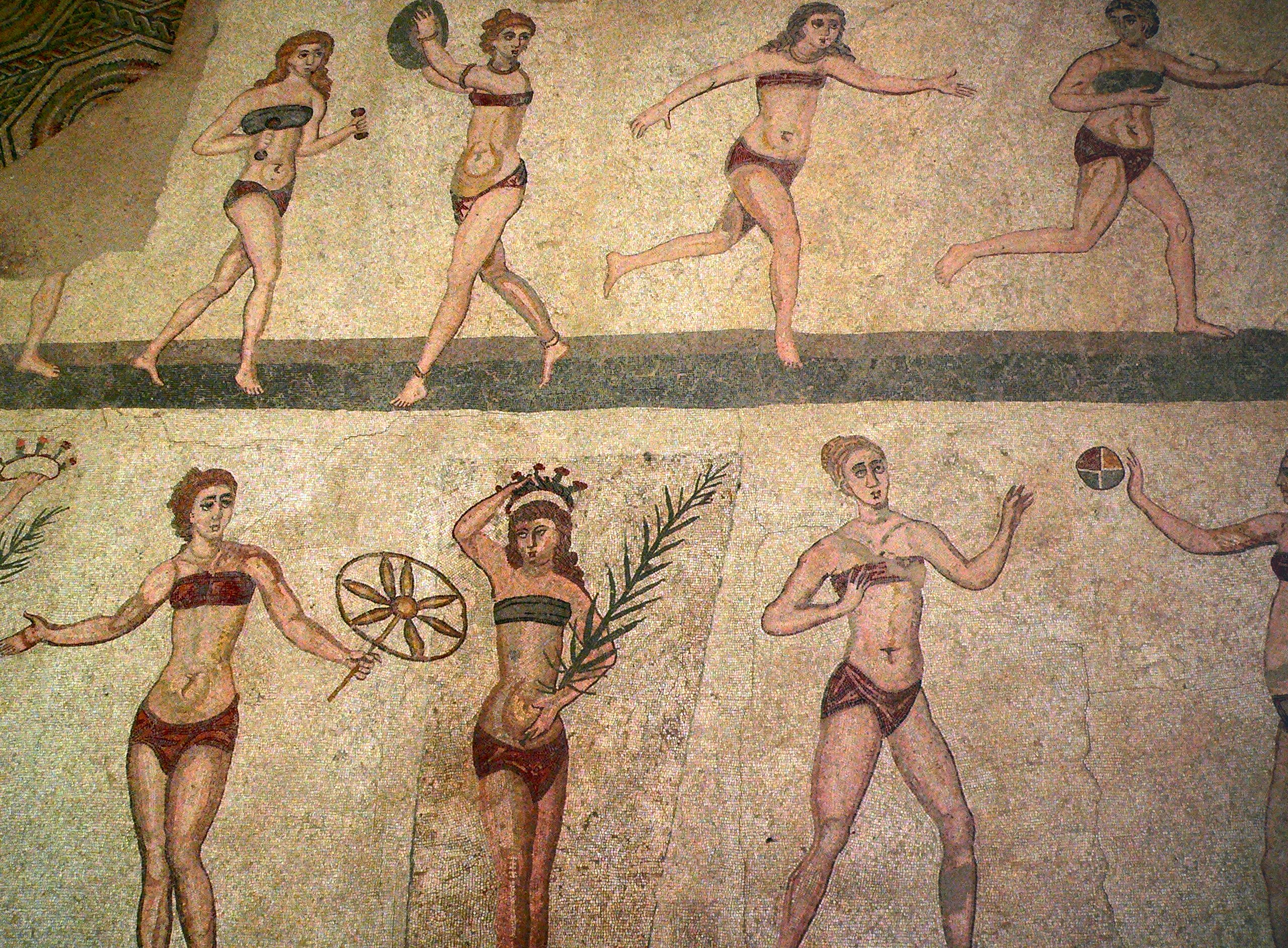
Занимающиеся спортом римлянки

Набедренные повязки носили в Древней Греции в эпоху архаики (затем их вытеснили драпированные одежды) и в Древнем Риме, где они, впрочем, не являлись обязательной частью костюма. Роль нательного белья играла туника, а уже поверх неё римляне надевали плащ или тогу. Тем не менее, согласно Цицерону, актёры и ораторы во время выступления на сцене в угоду стыдливости обязательно надевали под верхнюю одежду набедренную повязку, т. н. subligaculum. Иногда римляне носили нательную облегающую шерстяную рубаху — subucula, — которая несла не гигиенические функции, а защищала тело от холода. Римлянки, чтобы казаться стройнее, бинтовали грудь и бёдра, а, занимаясь спортом, надевали кожаные набедренные и нагрудные повязки — strophium или mamillare, прототипы современного бюстгальтера.

### Средневековье

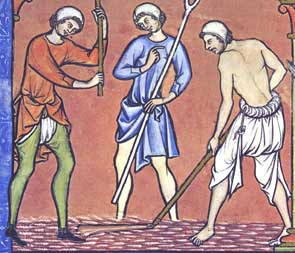
Человек слева одет в шоссы, в вырезе которых видны брэ; на человеке справа надеты только брэ. "Крестьяне на молотьбе" (Миниатюра из французской Библии (1260))

В эпоху Средневековья функцию мужского нательного белья выполняли брэ — штаны из белого или небелёного льна, присборенные на талии и подпоясанные шнуром. Поверх надевались шоссы — узкие разъёмные штаны, крепившиеся завязками к поясу. В эпоху раннего Средневековья длина брэ достигала колен, но с течением времени они укорачивались и к XV веку появились брэ, внешне напоминающие шорты.
Также и мужчины, и женщины носили камизу — нательную рубаху простого кроя из льна, хлопка или шерсти, с длинными узкими рукавами и круглым вырезом горловины. Женская камиза доходила до щиколотки, а мужская, с клиновидными вставками по бокам, закрывала верхнюю часть бедра. Камиза могла быть просторной либо облегать тело благодаря шнуровке, которая собирала ткань на боках. Существовали женские камизы без рукавов, которые держались на плечах на узких бретельках, силуэтом напоминая современные сорочки. К концу эпохи высокого Средневековья камизы знати (особенно в Испании) могла украшать обильная вышивка шёлком, золотыми и серебряными нитями, однако, данная тема является спорной, так как в различные периоды Средневековья сам покрой камизы существенно отличался.
Камизы и брэ, тем не менее, нельзя назвать полноценными аналогами современного белья. Верхняя одежда закрывала их только частично, кроме того с ними не были связаны современные представления о стыдливости или неуместности демонстрации — крестьяне, например, во время работы в поле носили брэ как самостоятельный предмет одежды.

### Возрождение
Нательные рубашки и штаны оставались основными предметами нижнего белья и в эпоху Возрождения, отличаясь от средневековых несколько усложнённым кроем и степенью отделки. Нательные штаны эпохи Возрождения, в отличие от мешковатых средневековых брэ, достаточно плотно прилегали к телу и приобрели близкие к современным линии кроя. Чаще всего они были сшиты из светлого полотна, слегка присборены на талии и по краю отделаны вышивкой. Встречалось и бельё из ткани с цветным узором.
Характерными чертами мужских и женских сорочек были плавные линии кроя, использование полотна светлых оттенков — кремового, белого или шафранного, искусная вышивка (в особенности были популярны растительные мотивы и геометрические узоры, выполненные чёрным шёлком), присборенные у запястья рукава с манжетами, квадратные либо круглые вырезы горловины, а также горловина, собранная складками, либо оформленная стоячим воротничком. Состоятельные классы носили подобные рубашки и в качестве ночного облачения. Силуэт мужских рубашек, в отличие от просторного женского, был прямым или с несколько расклёшенным подолом.

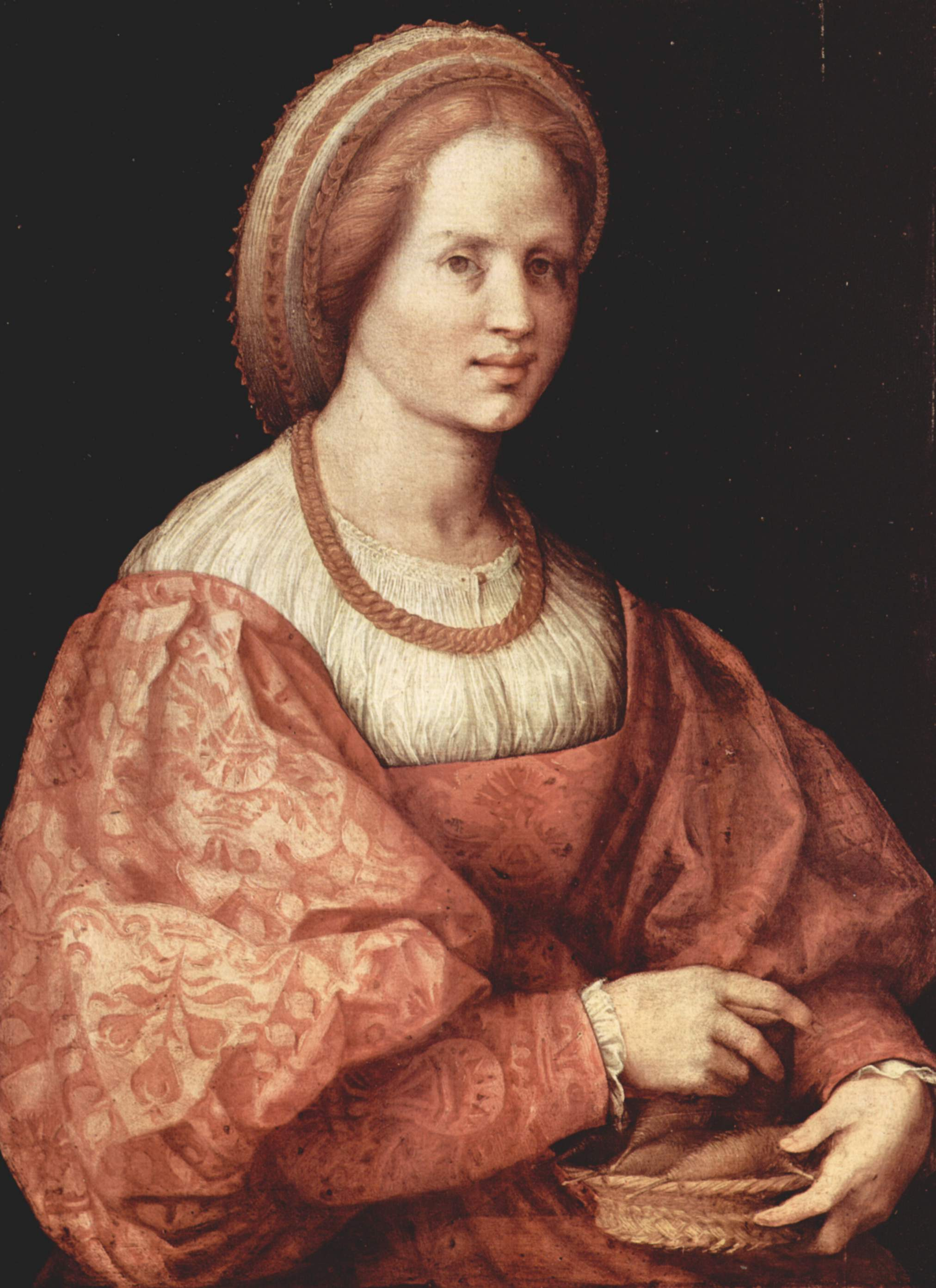
Якопо Понтормо. Портрет дамы с корзиночкой для пряжи (1516). Низкая линия лифа открывает сорочку с круглым вырезом горловины

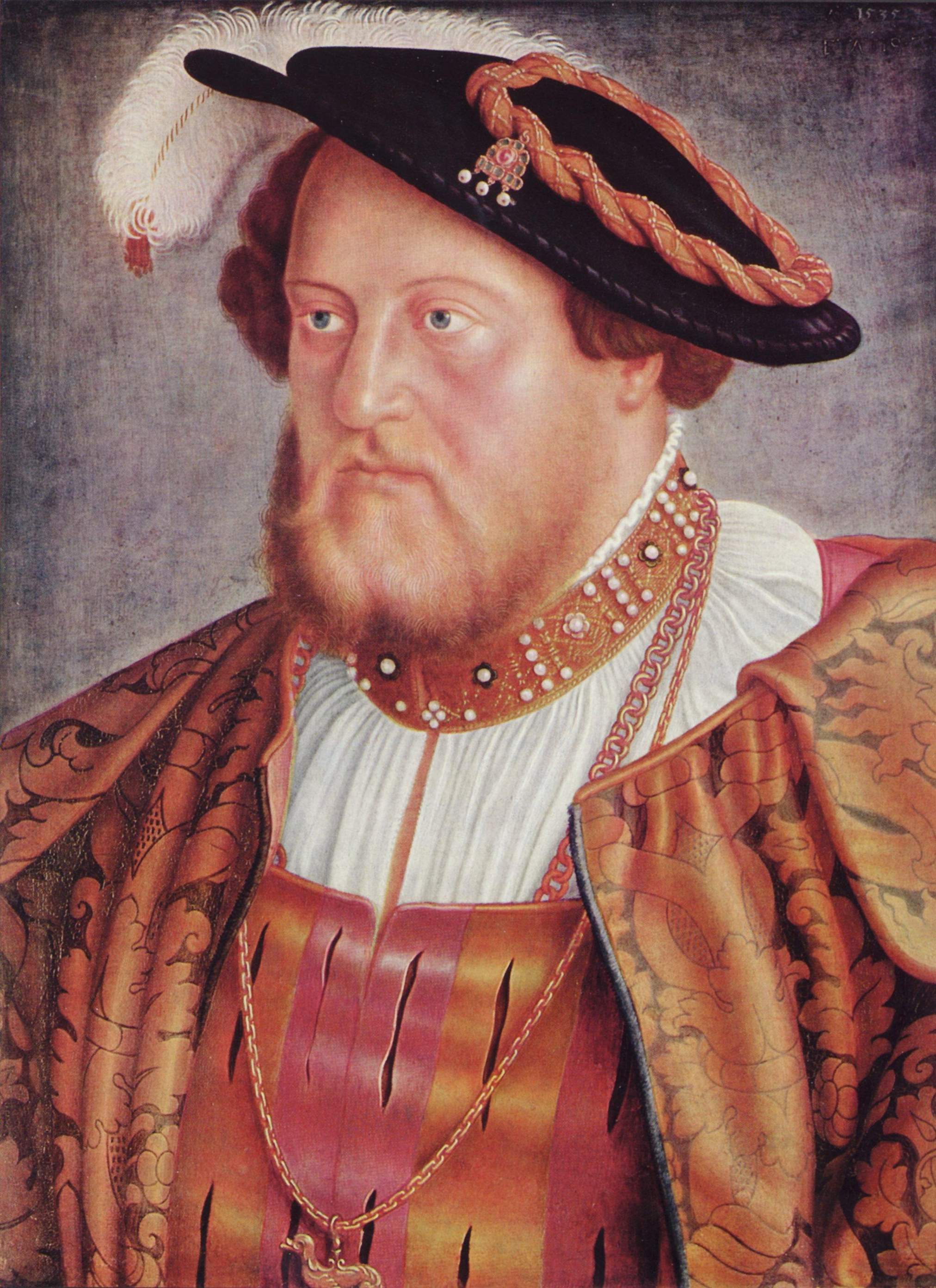
Бартель Бехам. Граф-палатин Оттейнрих (1535). Воротник его рубашки охватывает золотое колье

Сорочки, которые носили в разных слоях общества, различались преимущественно качеством ткани и богатством отделки — высшие сословия могли позволить себе тонкое льняное бельё, полностью расшитое узорами, а простолюдины довольствовались рубахами из грубого полотна. Часто верхняя одежда не полностью закрывала рубашку — так, она могла быть видна в прорезях между лифом и съёмными рукавами женского платья. Низкая линия женского лифа или края мужского верхнего платья тоже позволяла демонстрировать сорочку, в особенности если её горловина была оформлена в виде воротничка. В XVI веке появились первые корсеты — кожаные или металлические, — которые женщины надевали поверх сорочки.

### XVIII и XIX века

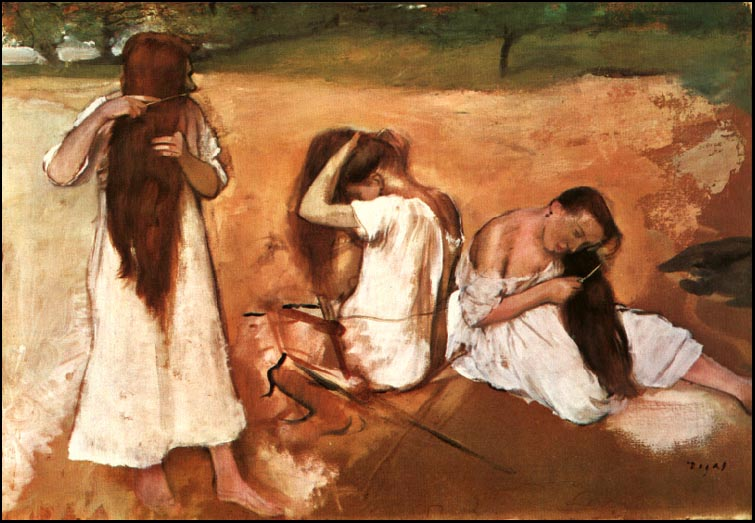
Эдгар Дега. Три женщины, расчёсывающие волосы (1875). На женщинах — широкие рубашки из белого полотна, характерные для костюма небогатых классов

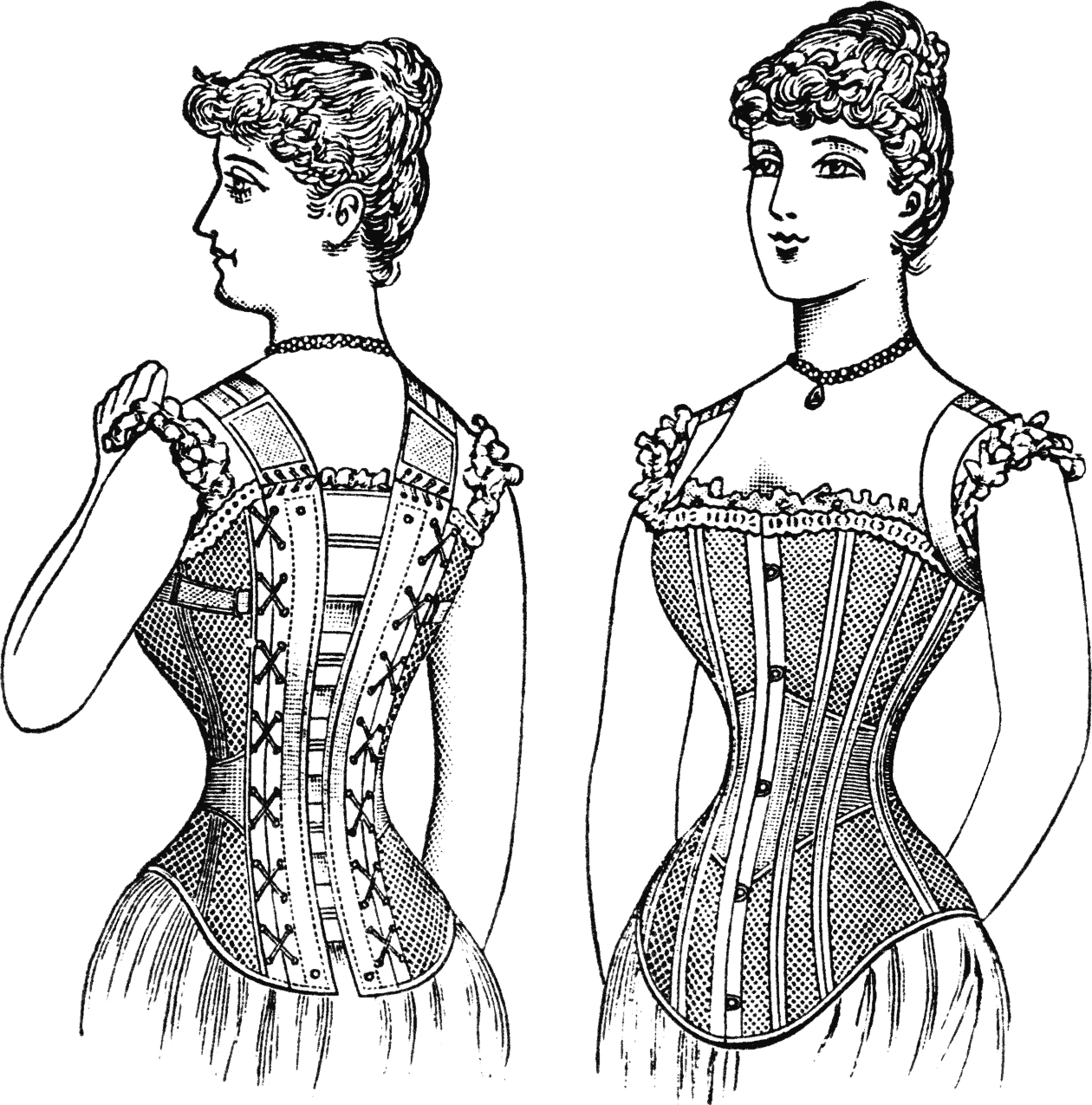
Дама в корсете поверх сорочки (1890)

В эпоху Просвещения основными предметами мужского и женского нательного белья оставались длинные сорочки — в зависимости от состоятельности владельца простые или богато декорированные, со сложным кроем. Так, аристократия носила шёлковое бельё, обильно украшенное кружевом, лентами, шитьём золотыми и серебряными нитями. Кальсоны по-прежнему являлись принадлежностью исключительно мужского костюма. Во времена Директории, когда в моду вошли лёгкие муслиновые платья, напоминающие сорочки — с большим декольте, обнажающим плечи, и поясом под грудью, — женщины носили в качестве нательного белья облегающее трико телесного цвета. В конце века были изобретены прядильная машина и первая эффективная хлопкоочистительная машина, что дало толчок развитию текстильного производства и, как следствие, положило начало массовому выпуску и потреблению белья. В начале XIX века панталоны утвердились и в женском гардеробе: отделанные кружевом, сначала они достигали лодыжки, а затем укоротились до середины икры. Отличительная особенность кроя первых панталон — раздельные штанины, которые крепились к поясу на талии, оставляя шов на уровне промежности открытым. В 1860-х годах панталоны стали ещё короче и доходили только до колен.
Просторные женские сорочки в XIX веке кроились из белого льняного или хлопчатобумажного полотна. Их характерными чертами были короткие рукава (часто с буфами), длина до щиколотки, овальная либо прямоугольная горловина. Если поверх сорочки надевалось бальное платье, вырез горловины мог быть очень глубоким. В 1870-х годах женская нательная рубашка укоротилась и стала более плотно прилегать к телу. К концу века она превратилась в отделанную кружевом и шитьём сорочку очень простого покроя на узких плечиках с разнообразным оформлением горловины — вырез мог быть круглым, прямоугольным или треугольным. Популярными тканями оставались хлопок и лён, реже использовался шёлк. В 1890-х годах появились первые прототипы современного бюстгальтера, которые поддерживали грудь и надевались поверх корсета.

### XX век
Особенностью женского туалета средних и высших классов конца XIX века — начала XX века была исключительная многослойность нижнего белья. Женщина поочерёдно надевала:
- Чулки
- Панталоны и сорочку до середины икры либо комбинацию (сочетание сорочки и панталон)
- Корсет
- Нижнюю юбку с воланами, полностью скрывающую ноги, из лёгкого, отделанного кружевом и лентами полотна
- Льняную кофточку на корсет, т. н. corset cover
- Подушечку для турнюра, крепившуюся сзади на уровне поясницы
- Вторую нижнюю юбку из более плотного полотна
- Верхнюю одежду — корсаж и верхнюю юбку, либо платье